# 102P/Шумейкеров
Комета Шумейкеров 1 (102P/Shoemaker) — короткопериодическая комета из семейства Юпитера, которую обнаружили 27 сентября 1984 года американские астрономы Кэролин и Юджин Шумейкер с помощью 0,46-м телескопа системы Шмидта Паломарской обсерватории в ходе рутинной съёмки астероидов. Они описали её как диффузный объект 13,0 m звёздной величины с хорошо заметной комой, но без хвоста. Комета обладает довольно коротким периодом обращения вокруг Солнца — чуть более 7,2 года.

Орбита кометы Шумейкеров 1 и её положение в Солнечной системе

К 15 октября британский астроном Брайан Марсден, использую 10 позиций, полученных с 27 сентября по 14 октября, вычислил первую эллиптическую орбиту кометы с датой перигелия 15 сентября 1984 года, расстоянием 1,98 а. е. и периодом обращения 7,3 года. Проанализировав эти расчёты, Кадзуо Киносита выяснил, что в 1980 году комета пролетела совсем рядом с Юпитером на расстоянии 0,3 а. е. (45 млн км), что существенно изменило её орбиту, сдвинув перигелий ближе к Солнцу с 2,5 а. е. до 2,0 а. е. Этот фактор увеличил блеск кометы, что способствовало её открытию. Комета наблюдалась множеством астрономов по всему миру на протяжении нескольких месяцев и, по некоторым данным, в середине октября достигала блеска в 11,0 m звёздных величин.
При возвращении 1991 года (как и в 1984) комета сохраняла свою максимальную яркость в 14,0 m звёздной величины, но при возвращении 2006 года её яркость внезапно упала до 19,0 m. В период 1998—1999 годы комета практически не наблюдалась из-за неблагоприятных условий. На фотографиях от 31 июля 2013 года у кометы заметна кома и небольшой хвост длиной 0,2 ' угловых минуты и яркость на уровне 17,5 m.

## Сближения с планетами
В течение XX и XXI веков комета должна испытать три сближения с Юпитером, причём два последних будут особенно тесными.
- 0,55 а. е. от Юпитера 16 сентября 1956 года;
- 0,27 а. е. от Юпитера 4 мая 1980 года;
- 0,32 а. е. от Юпитера 25 февраля 2075 года.